# Дан Бастиље
Дан Бастиље је заједнички назив који се у земљама енглеског говорног подручја даје националном дану Француске који се сваке године слави 14. јула. На француском језику се формално назива la Fête nationale ( Француски изговор: [la fɛt nasjɔnal]   ; "Национална прослава"), а уобичајено и законски le 14 juillet ( Француски изговор: [lə katɔʁz(ə) ʒɥijɛ]  ; "14. јула"). 
Француски државни дан је годишњица пада Бастиље 14. јула 1789. године, прекретница Француске револуције, као и Фестивал федерације , која је славила јединство француског народа 14. јула 1790. Прославе се одржавају широм Француске. Најстарија и највећа редовна војна парада у Европи одржава се 14. јула ујутро, на Јелисејским пољима у Паризу пред председником Републике, заједно са другим француским званичницима и страним гостима.

## Историја
Жак Некер , министар финансија, који је подржавао Трећи сталеж, смењен је 11. јула. Парижани су затим упали у Бастиљу, уплашени да ће они и њихови представници бити нападнути од стране краљевске војске или страних пуковника у краљевској служби, и да ће тражити муницију и барут за опште становништво. Бастиља је била тврђава-затвор у Паризу, која је често држала људе у затвору на основу lettres de cachet (дословно "писма са печатом"), неоснованих краљевских оптужница које нису биле подложне жалби и нису наводиле разлог затварања. Бастиља је имала велику скривену муницију и барут, а била је позната и по томе што је држала политичке затворенике чија су дела била неприхватљива краљевској влади, те је стога била симбол апсолутизма монархије. Ипак, у време напада у јулу 1789. било је само седам затвореника, од којих ниједан није имао велики политички значај.
Гомила се на крају придружила побуњена Gardes Françaises ("француска гарда"), чија је уобичајена улога била да заштити јавне зграде. Показали су се као добар противник за бранитеље тврђаве, а гувернер де Лоне , заповедник Бастиље, је капитулирао и отворио врата како би избегао међусобни масакр. Међутим, вероватно због неспоразума, борбе су се наставиле. Према званичним документима, око 200 нападача и само један бранилац су погинули у првобитним борбама, али након тога, де Лоне и још седам других бранилаца су убијени, као и Жак де Флесељ , prévôt des marchands ("протектор трговаца")., изабрани шеф градских цехова, који су под феудалном монархијом имали и надлежности садашњег градоначелника. 
Убрзо након напада на Бастиљу, касно увече 4. августа, након врло бурне седнице Assemblée constituante ("конститутивног скупа"), феудализам је укинут. Двадесет шестог августа, Декларација о правима човека и грађанина ("Déclaration des Droits de l'Homme et du Citoyen") је проглашена (Homme ca великим словом h значи "људски", док homme са малим словом h значи "човек" ). 

## Празник федерације
Већ 1789. године, када је почела борба Бастиље, у току су били идејни пројекти за национални фестивал. Намера ових дизајна је била јачање националног идентитета земље кроз прославу догађаја 14. јула 1789. Један од првих дизајна предложио је Клемент Гоншон, француски текстилни радник, који је представио свој дизајн за фестивал који слави годишњицу напада на Бастиљу француској градској управи и јавности 9. децембра 1789.  Било је и других предлога и незваничних славља 14. јула 1789. године, али званични фестивал под покровитељством Народне скупштине назван је Fête de la Fédération("Празник федерације")
Празник Федерације 14. јула 1790. била је прослава јединства француске нације током Француске револуције. Циљ ове прославе, годину дана након Пада Бастиље , био је да симболизује мир. Догађај се одржао на Марсовим пољима , који је тада био далеко изван Париза. Рад који је био потребан да се Марсова поља претворе у погодну локацију за прославу по распореду није могао да се заврши на време. Тог дана, познатог као Journée des brouettes("Дан колица"), хиљаде грађана Париза окупило се да заврши изградњу која је потребна за прославу. 
На дан фестивала, Национална гарда се окупила и наставила дуж булевара ду Темпле по пљуску, а на Марсовим пољима их је дочекало око 260 000 грађана Париза. Мису је предводио Талеран , бискуп Аутуна . Популарни генерал Лафајет , као капетан Националне гарде Париза и краљевски повереник, положио је своју заклетву уставу, а следио га је краљ Луј XVI . Након завршетка званичне прославе, дан се завршио огромном четвородневном популарном гозбом и људи су славили ватрометом, финим винима и обнаженим трчањем улицама како би показали своју велику слободу.

## Порекло данашње прославе
Дана 30. јуна 1878. године у Паризу је званично приређена гозба у част Француске Републике (догађај је обележен на слици Клода Монеа ). Четрнаестог јула 1879. одржана је још једна гозба, са полу-званичним аспектом. Догађаји тога дана су укључивали пријем у Представничком дому, који је организовао и водио Леон Гамбета, војни преглед у Лонгчампу и републиканска фешта у Пре Кателану . Широм Француске, написао је Ле Фигаро, "људи су много славили да би одали почаст нападу Бастиље". 
Године 1880. влада Треће Републике желела је оживети фестивал 14. јула. Кампања за поновно успостављање фестивала била је у току скоро деценију, под покровитељством угледног политичара Леона Гамбете и научника Хенрија Бодриларта . Двадесет првог маја 1880. године, Бенџамин Распал је предложио закон који је потписало шездесет четири члана владе, како би "Република усвојила 14. јули као дан годишњег националног фестивала". Било је много спорова око тог датума који ће се памтити као национални празник, укључујући 4. август (комеморација краја феудалног система ), 5. маја (када се први пут састала Скупштина сталежа), 27. јула (пад Робеспјера ) и 21. јануара (датум погубљења Луја XVI ). Влада је одлучила да ће датум празника бити 14. јули, али је још увек био донекле проблематичан. Догађаји од 14. јула 1789. били су незаконити према претходној влади, што је у супротности са потребом Треће Републике да успостави правни легитимитет. Француски политичари такође нису желели да сам темељ њиховог националног празника буде укорењен у дану крвопролића и класне мржње, као што је био дан уласка у Бастиљу. Уместо тога, оснивање празника је засновано на двострукој прослави Празника федерације, фестивала који слави годишњицу 14. јула 1789. године и напад на Бастиљу. Скупштина је гласала за предлог 21. маја и 8. јуна, а закон је усвојен 27. и 29. јуна. Закон је ступио на снагу 6. јула 1880. године.
У дебати која је водила до усвајања празника, сенатор Хенри Мартин, који је написао закон о Дану државности, обратио се Дому 29. јуна 1880: 
Не заборавите да иза овог 14. јула, када је победа нове ере над старим режимом купљена борбама, запамтите да је после 14. јула 1789. био 14. јул 1790.(...) Не можемо кривити овај (каснији) дан за проливање капи крви, за поделу земље. То је била посвећеност јединству Француске (...) Ако неки од вас можда оклевају против првог 14. јула, свакако нећете имати ништа против другог. Без обира на разлике које нас могу раздвојити, нешто је јаче од њих, а то је слика националног јединства, које сви желимо, за које се залажемо и за које смо спремни да умремо ако је потребно.— Хенри Мартин

## Војна парада Дана Бастиље
Војна парада Бастиље је француска војна парада која се одржава ујутро 14. јула сваке године у Паризу од 1880. године. Раније одржавана негде другде унутар или близу главног града, од 1918. одржава се на Јелисејским пољима, уз учешће савезника представљених на Париској мировној конференцији, с изузетком раздобља немачке окупације од 1940. до 1944. (када је церемонија одржавана у Лондону под командом генерала Шарла де Гола ).}} (Парада 14. јула, од почетака до сад) Парада пролази кроз Јелисејска поља од Тријумфалне капије до Трга Конкорд, где се налази председник Француске републике, његова влада и страни амбасадори у Француској. Ово је популарна манифестација у Француској, која се емитује на француској телевизији и најстарија је и највећа редовна војна парада у Европи. Неких година у паради учествују позвани одреди страних трупа, а као гости долазе и страни државници.
Мање војне параде одржавају се у градовима француског гарнизона, укључујући Тулон и Белфорт , са локалним трупама. 

## Прославе Дана Бастиље у другим земљама

### Белгија
Лијеж слави Дан Бастиље сваке године од завршетка Првог светског рата , јер је Лијеж одликован Легијом части због свог неочекиваног отпора током битке за Лијеж . У граду се такође одржава ватромет пред конгресном двораном. Нарочито у Лијежу, прославе Дана Бастиље су познате као веће од прослава белгијског државног празника. Око 35.000 људи се окупи како би прославили Дан Бастиље. Традиционални фестивалски плес француског конзула привлачи велики број људи, а многи незванични догађаји широм града славе однос Француске и града Лијежа. 

### Канада
Ванкувер , Британска Колумбија, одржава прославу са изложбама, храном и забавом.У Торонту, Онтарио, се такође слави Дан Бастиље. Фестивал организује француска заједница у Торонту, уз подршку генералног конзулата Француске. Прослава укључује музику, наступе, спортска такмичења и француску пијацу. На крају фестивала се одржава и традиционални француски локални плес. 

### Чешка
Од 2008, Праг организује француску пијацу " Le marché du 14 juillet "("Пијаца четрнаестог јула") која нуди традиционалну француску храну и вино, као и музику. Пијаца се одвија на острву Кампа , обично између 11. и 14. јула. Он служи као догађај који означава одустајање од председавања ЕУ Француске Чешкој. Традиционална селекција француских производа, укључујући сир, вино, месо, хлеб и пецива, се може наћи на пијаци. Током читавог догађаја, увече се свира жива музика, а фењери ноћу осветљавају трг. 

### Мађарска
Дводневну прославу Будимпеште спонзорише Француски институт . Фестивал се одржава дуж Дунава, са улицама испуњеним музиком и плесом. Ту су и локална тржишта посвећена француској храни и вину, помешана с неким традиционалним мађарским специјалитетима. На крају прославе, на обали реке се одржава ватромет. 

### Индија
Дан Бастиље се сваке године слави у Пондишерију, бившој француској колонији. Уочи Дана Бастиље, пензионисани војници одржавају поворку и славе дан уз индијске и француске националне химне. На сам дан, униформисани војници марширају улицом у част француских војника који су погинули у борбама. Може се уочити француска и индијска застава које исказују мешавину култура и наслеђа.

### Ирска
Амбасада Француске у Ирској организује неколико догађаја око Даблина, Корка и Лимерика за Дан Бастиље; укључујући и вечери француске музике и дегустацију француске хране. Многи чланови француске заједнице у Ирској учествују на свечаностима. Догађаји у Даблину укључују забаву уживо, специјалне меније о француској кухињи и пројекције популарних француских филмова. 

### Нови Зеланд
У окландско предграђу Ремуери одржава се годишњи улични фестивал Дана Бастиље. Посетиоци уживају у пантомимичарима, плесачима, музици, као и француској храни и пићу. Однос између две земље, успостављањем Маорског врта у Француској и разменом њихових анализа пећинске уметности, резултовао је стварањем службеног пријема у француској амбасади. Француска заједница у Велингтону такође обележава овај дан прославом у француској амбасади.

### Јужна Африка
Франсхуков викенд фестивал слави се од 1993. године (Францхук, или 'Француски кутак', налази се у Западном Кејпу) . Као гурманска престоница Јужне Африке, француска храна, вино и друга забава су обезбеђени током читавог фестивала. Француски конзулат у Јужној Африци такође слави свој национални празник забавом за француску заједницу. Активности укључују и облачење у различиту француску одећу. 

### Француска Полинезија
После колонијалне владавине, Француска је припојила велики део садашње Француске Полинезије . У време француске владавине, Тахићанима је било дозвољено да учествују у спортским, певачким и плесним такмичењима једног дана у години: Дана Бастиље. Један дан прославе прерастао је у велики Хеива и Тахити фестивал у Папетеуна Тахитију, где се одржавају традиционални догађаји као што су трке кануима, тетовирање и шетње ватром. Настављена су певачка и плесна такмичења, уз музику састављену на традиционалним инструментима као што су назална флаута и укулеле. 

### Уједињено Краљевство
У Енглеској Лондон има велику француску популацију и прославља Дан Бастиље на разним локацијама широм града, укључујући општине Камден и Кентиш . Забава уживо се изводи у Канари Варфу, уз целонедељне наступе француског театра у лионском и уникорн театру у Кентишу. Ресторани имају кабаре и специјалне меније широм града, а остале прославе укључују баштенске забаве и спортске турнире. Дан се прославља и на Бенксајд и Бороу пијацама, где има живе музике, уличних извођача и играју се традиционалне француске игре.

### Сједињене Америчке Државе
Преко 20 градова у Сједињеним Државама прослављају Дан Бастиље. Различити градови славе са многим француским обележјима, као што су храна, музика, игре, а понекад и реплике познатих француских знаменитости. 

#### Североисточне државе
Балтимор, Мериленд сваке године одржава велику прославу Дана Бастиље у Петит Луису на подручју Роланд парка Балтимора. УБостон Француски културни центар већ 40 година организује годишњу прославу. Улични фестивал се одвија у Бостонском насељу Бацк Баи, у близини седишта Културног центра. Прослава укључује франкофоне музичке извођаче, плес и француску кухињу. Њујорк, Њујорк има бројне прославе Дана Бастиље сваког јула, укључујући и Дан Бастиље на 60. улици, чији је домаћин French Institute Alliance Française, између Пете и Лексингтоншке авеније на источној страни Менхетна, Дан Бастиље у Улици Смит у Бруклину, и Дан Бастиље у Трајбеки . Постоји и годишњи Бастиљски бал, који се одржава од 1924. У Филаделфији, Пенсилванија, Дан Бастиље се одржава у Eastern State Penitentiary(бившем затвору) и укључује Марију Антоанету како баца локално произведене Tastykakes на париску милицију, као и оживљавање напада на Бастиљу. 

#### Јужне државе
У Даласу, Тексас, прослава Дана Бастиље, "Bastille on Bishop", започела је 2010. године и одржава се сваке године 14. јула у Bishop Arts дистрикту четврти North Oak Cliff, југозападно од центра града, преко пута реке Тринити . Даласови француски корени везани су за краткотрајну социјалистичку утопијску заједницу Ла Реунион, формирану 1855. и прикључену граду Даласу 1860. Прославу Мајамија, Флорида организује "French & Famous" у партнерству са Француском америчком привредном комором, Union des Français de l'Etranger и многим француским брендовима. Манифестација окупља преко 1.000 полазника како би прославили "La Fête Nationale". Локација и тема се мењају сваке године. Две хиљаде седамнаесте године тема је била "Guinguette Party" и привукла је 1200 франкофила у The River Yacht Club. Њу Орлеанс , Луизијана одржава вишеструке прославе, а највеће су у историјској Француској четврти . Сент Луис, Мисури има годишње фестивале у Сулард суседству, бившем француском селу Каронделет и у суседству Бентон парка . Дворац The Chatillon-DeMenil Mansion у четврти Бентон Парк одржава годишњи Бастиљски фестивал са реконструкцијом обезглављења Марије Антоанете и Луј XVI традиционалним плесом и артиљеријским демонстрацијама. Каронделет је такође 2017. почео да организује годишњи saloon crawl(обилазак више пабова у једној ноћи) како би прославио Дан Бастиље. У Вашингтону храна, музика и аукције су организоване под покровитељством Амбасаде Француске. Француски фестивал се одржава и у самом граду, где породице могу да се упознају са забавним групама из периода Француске револуције. У ресторанима се организују забаве на којима се служи традиционална француска храна. 

#### Средње-западне државе
Чикаго, Илиноис је био домаћин разних прослава Дана Бастиље на више локација у граду, укључујући и морнарички Пиер и Оз парк. Милвокијев четвородневни улични фестивал почиње "Падом Бастиље" са репликом Ајфеловог торња од 43 метра. Прославу у Минеаполису, Минесоти сачињавају вино, француска храна, пецива, бувљаци, циркуски извођачи и бендови. Такође, у области Минеаполис-Сент Пол, локална Alliance Française годинама одржава догађања на различитим локацијама, уз такмичење за "Best Baguette of the Twin Cities". Монтгомери одржава прославу са вином, пивом, јелима локалних ресторана, колачима, играма и бендовима. 

#### Западне државе
Портланд, Орегон од 2001. године слави Дан Бастиље са публиком од и до 8 000, јавним фестивалима у разним парковима. Догађај координира Alliance Française of Portland. Сијетл , Вашингтон Дан Бастиље прославља у Сијетл Центру укључујући наступе, излете, вино и куповину. Сакраменто, Калифорнија, одржава годишње "трке конобара" у ресторанима и трговачкој четврти у центру града, уз улични фестивал.

## Једнократне прославе
- 1979: Концерт са Жаном Мишелом Жарем на Тргу Конкорд у Паризу био је први концерт са милион присутних. [15]
- 1989: Француска прославила 200. годишњицу Француске револуције, посебно са монументалном емисији на Јелисејским пољима у Паризу, у режији француски дизајнер Јеан-Паул Гоуде . Председник Франсоа Митеран је био домаћин позваних светских лидера.
- 1990: Концерт са Жареом одржан је у Дефансу у близини Париза. [16]
- 1994: Војну параду је отворио Европски корпус (Eurocorps), новоформирана јединица европске војске, укључујући и немачке војнике. Ово је први пут да су немачке трупе парадирале у Француској од 1944. године, као симбол француско-немачког помирења. [17]
- 1995: Концерт са Жареом одржан на Ајфеловом торњу у Паризу.
- 1998: Два дана након што је француска фудбалска репрезентација постао првак Светског купа , велике свечаности су се одржале широм земље.
- 2004: Да би обележили стогодишњицу Entente Cordiale, Британци су водили војну параду са црвеним стрелицама које су летеле изнад њих. [18]
- 2007: У поводу 50. годишњице Римског споразума , војну параду водиле су трупе из 26 других држава чланица ЕУ, које су марширале у време Француске.[19]
- 2014: У спомен на 100. годишњицу почетка Првог светског рата, на церемонију су позвани представници 80 земаља које су се бориле током овог сукоба. Војну параду је отворило 76 застава које представљају сваку од ових земаља. [20]
- 2017: У спомен на 100. годишњицу уласка Сједињених Америчких Држава у Први светски рат, француски председник Емануел Макрон позвао је америчког председника Доналда Трампа да прослави вишевековну трансатлантску везу између две земље. [21]

## Инциденти за време Дана Бастиље
- 2002: Максим Брунер је покушао да упуца француског председника Жака Ширака током параде на Јелисејским пољима.[22]
- 2009: Млади из Париза запалили су више од 300 аутомобила.
- 2016: Мухамед Лахоуаиеј-Боухлел је током прославе у Ници улетео у окупљене. Осамдесет шест људи је погинуло, а 434 је повређено дуж Енглеске променаде. [23]